# Боголин
Боголи́н (болг. Боголин) — село в Благоєвградській області Болгарії. Входить до складу громади Сатовча.

## Населення
За даними перепису населення 2011 року у селі проживали 418 осіб.
Національний склад населення села:
| Національність   | Кількість осіб | Відсоток |
| ---------------- | -------------- | -------- |
| болгари          | 89             | 91,8%    |
| турки            | 6              | 6,2%     |
| Всього відповіли | 97             |          |

Розподіл населення за віком у 2011 році:
Динаміка населення: